# Чуваши (Новосибирская область)
Чува́ши — село в Северном районе Новосибирской области России. Административный центр Чувашинского сельсовета.

## География
Площадь села — 80 гектаров.

## История
Основано в 1866 году. В 1928 году деревня состояла из 74 хозяйств, основное население — чуваши. В административном отношении — в составе Михайловского сельсовета Ново-Троицкого района Барабинского округа Сибирского края.

## Население
| 2002 | 2007 | 2010 |
| ---- | ---- | ---- |
| 324  | ↘307 | ↗315 |

## Инфраструктура
В селе по данным на 2007 год функционируют 1 учреждение здравоохранения и 1 учреждение образования.